# نفق هلسنكي-تالين
نفق هلسنكي-تالين هو نفق مقترح تحت البحر يمتد على خليج فنلندا ويربط بين العاصمتين الفنلندية والإستونية بالقطار.